# Ретвиш (Штајнбург)
Ретвиш (њем. Rethwisch) општина је у њемачкој савезној држави Шлезвиг-Холштајн. Једно је од 112 општинских средишта округа Штајнбург. Према процјени из 2010. у општини је живјело 580 становника. Посједује регионалну шифру (AGS) 1061092.

## Географски и демографски подаци
Ретвиш се налази у савезној држави Шлезвиг-Холштајн у округу Штајнбург. Општина се налази на надморској висини од 5 метара. Површина општине износи 9,8 km². У самом мјесту је, према процјени из 2010. године, живјело 580 становника. Просјечна густина становништва износи 59 становника/km².